# A potem tańczyliśmy
A potem tańczyliśmy (ang. And Then We Danced, gruz. და ჩვენ ვიცეკვეთ / Da chven vitsek'vet) – gruzińsko-francusko-szwedzki dramat filmowy z 2019 roku w reżyserii Levana Akina. Zdjęcia kręcono w Tbilisi.
Obraz miał swoją światową premierę w ramach sekcji „Quinzaine des Réalisateurs” na 72. MFF w Cannes. Był szwedzkim filmem zgłoszonym do rywalizacji o Oscara w kategorii filmu nieanglojęzycznego za rok 2019. Otrzymał również Złotego Żuka w kategorii najlepszego filmu. Pokazy filmu w Gruzji wywołały protesty skrajnych środowisk konserwatywnych ze względu na jego gejowską tematykę. Nazwano go „pierwszym filmem LGBT+ z Kaukazu”.

## Opis filmu
Młody tancerz Merab trenuje w Gruzińskim Balecie Narodowym, chcąc dostać się do głównego składu, co dawałoby mu możliwość uczestniczenia w międzynarodowym tournée. W trakcie prób jeden z głównych tancerzy zostaje zwolniony, zaś Merab startuje do rekrutacji na jego miejsce. Jego rywalem staje się Irakli, nowy chłopak w zespole. Po wspólnych treningach między mężczyznami zaczyna rodzić się uczucie, co w konserwatywnym środowisku gruzińskiego tańca narodowego staje się bardzo ryzykowne. Dodatkowo sam Merab mieszka razem z rodziną i znajdują się w trudnej sytuacji materialnej.

## Obsada
- Levan Gelbakhiani – Merab
- Bachi Valishvili – Irakli
- Ana Javakishvili – Mary
- Kacha Gogidze – Aleko

## Odbiór
Film został bardzo dobrze przyjęty przez krytyków. W serwisie Rotten Tomatoes 93% z 84 recenzji zostało uznanych za pozytywne. Na portalu Metacritic średnia ważona ocen wystawionych na podstawie 20 recenzji wyniosła 68 punktów na 100.
Film miał premierę na 72. MFF w Cannes, gdzie otrzymał 15-minutową owację na stojąco i zyskał generalnie pozytywne recenzje. Zdobył nagrody i nominacje w takich festiwalach jak Złote Żuki 2020, Europejskie Nagrody Filmowe 2019, 25. Festiwal Filmowy w Sarajewie. Był wyświetlany również na Międzynarodowym Festiwalu Filmowym w Chicago i na Sundance Film Festival.
W Polsce A potem... był filmem otwarcia LGBT Film Festival. Zyskał przeważnie pozytywne recenzje polskich krytyków, którzy podkreślali zwłaszcza aktorstwo głównej pary i ukazaną przez nich fascynację, również w tańcu. Oceniano, że pomimo krytyki homofobii gruzińskiego społeczeństwa, film jest "listem miłosnym do Gruzji" przez swoje dźwięki i kolory, ukazując tradycyjne gruzińskie stroje, tańce i dania. Podkreślano również, że mimo tematyki, film Akina ma więcej wspólnego z Tamte dni, tamte noce Guadagnino, niż z Czarnym Łabędziem Aronofsky’ego.

### Kontrowersje
Religijne i konserwatywne środowiska w Gruzji zbojkotowały film z powodu „promowania grzechu sodomii”. Gruziński skrajnie prawicowy biznesmen Lewan Wasadze ogłosił film „moralnym zagrożeniem dla naszej tkanki społecznej”, zaś szefowa baletu Suchiszwili, Nino Suchiszwili, odcięła się od tancerzy występujących w filmie, twierdząc, iż „homoseksualizm wśród gruzińskich tancerzy nie występuje”. W dniu premiery wielotysięczne tłumy protestujących próbowały zakłócić pokazy filmu w Batumi i Tbilisi, zaś policja musiała ochraniać widzów. Chociaż premiery nie przerwano, ranna została gruzińska aktywistka Ana Subeliani i polityk opozycji Davit Berdzenishvili. Gruziński Kościół Prawosławny odciął się od tych wydarzeń. Z powodu protestów, reżyser zdecydował się zdjąć film z afisza po dwóch dniach. Film stał się przyczynkiem do większej dyskusji o prawach osób nieheteronormatywnych w Gruzji. Utwory z jego ścieżki dźwiękowej puszczane były m.in. na demonstracjach.

## Nagrody i nominacje
Warszawski Międzynarodowy Festiwal Filmowy 2019
- GLAAD Media, Najlepszy film wyświetlany wąskiemu gronu (nominacja)

Europejskie Nagrody Filmowe 2019
- Najlepszy europejski film wg uniwersytetów (EUFA) – Levan Akin (nominacja)
- Najlepszy europejski aktor – Levan Gelbakhiani (nominacja)

Złote Żuki 2020
- Najlepszy film – Ketie Danelia, Mathilde Dedye (wygrana)

- Najlepszy aktor pierwszoplanowy – Levan Gelbakhiani (wygrana)
- Najlepsze zdjęcia – Lisabi Fridell (wygrana)
- Najlepszy scenariusz  – Levan Akin (wygrana)
- Najlepszy reżyser – Levan Akin (nominacja)
- Najlepszy aktor drugoplanowy – Bachi Valishvili (nominacja)
- Najlepsza scenografia – Teo Baramidze (nominacja)[4]

25. Festiwal Filmowy w Sarajewie
- Serce Sarajewa dla najlepszego aktora - Levan Gelbakhiani (wygrana)[19]

10. Międzynarodowy Festiwal Filmowy w Odessie
- Grand Prix Nagroda Publiczności (wygrana)
- Najlepszy film (wygrana)
- Najlepszy aktor - Levan Gelbakhiani (wygrana[20])